# Phelocalocera queketti
Phelocalocera queketti là một loài bọ cánh cứng trong họ Cerambycidae.